# 美原南インターチェンジ
美原南インターチェンジ（みはらみなみインターチェンジ）は、大阪府堺市美原区にある、阪和自動車道のインターチェンジ。堺市街・同市美原区・松原市などの最寄りインターチェンジのひとつである。和歌山方面のハーフインターチェンジである。したがって近畿自動車道・西名阪自動車道方面は美原北ICを、南阪奈道路は美原ICを利用することになる。

## 道路
- E26 阪和自動車道（13番）

## 歴史
- 1991年12月7日 : 美原北IC-堺IC間開通に伴い供用開始。

## 周辺
- 黒姫山古墳
- 南大阪家具団地

## 接続する道路
- 直接接続
  - 大阪府道36号泉大津美原線
- 間接接続
  - 国道309号

## 料金所
設置されていない。精算は堺インターチェンジまたは、岸和田和泉インターチェンジで行い、通行券は岸和田本線料金所で受けとる。

## 隣
E26 阪和自動車道
(12-1)美原JCT - (13)美原南IC - 堺本線TB - (14)堺JCT